# Wanxing, Tianjin
Wanxing (kinesiska: 万兴, 万兴街道) är ett stadsdelsdistrikt i Kina. Det ligger i storstadsområdet Tianjin, i den norra delen av landet, nära eller i stadens centrum. Antalet invånare är 140 684. Befolkningen består av 73 115 kvinnor och 67 569 män. Barn under 15 år utgör 6,0 %, vuxna 15-64 år 80 %, och äldre över 65 år 13,0 %.